# 練馬区立八坂中学校
練馬区立八坂中学校（ねりまくりつ やさかちゅうがっこう）は、東京都練馬区にある公立の中学校である。2019年(令和元年)5月時点の生徒数は7学級229名。 

## 沿革
当初は仮称を大泉第三中学校としていた。
- 1972年（昭和47年）
  - 4月1日 - 大泉学園中・大泉中・豊渓中・石神井東中の学区を割いて現在地に開校
  - 7月1日 - 校章制定
  - 9月18日 - 校旗制定
  - 12月22日 - 体育館落成
- 1973年（昭和48年）9月7日 - 校歌（作詞・中山崇、作曲・中山剛）制定
- 1974年（昭和49年）9月24日 - テニスコート設置
- 1977年（昭和52年）4月1日 - 谷原中学校の開設にともない学区域変更
- 1978年（昭和53年）4月1日 - 三原台中学校・大泉北中学校の開設にともない学区域変更

## 通学区域
笹目通りより西、おおむね東京外環自動車道より東で、北は和光市と接している。
- 土支田一丁目（7-37）
- 土支田二丁目（23-42）
- 土支田三丁目（25-34）
- 土支田四丁目
- 大泉町一丁目
- 大泉町二丁目（20-22、28-63）
- 大泉町三丁目（21-23）

## 進学前小学校
区立中学校選択制度があり学区外から通学している生徒もいるが、学区指定による小学校は以下の通り。※印は小中一貫教育グループの構成校。
- 八坂小学校(※)
- 豊溪小学校(※)
- 橋戸小学校
- 大泉第一小学校

## 学区内の主な施設
- 練馬区立稲荷山図書館

## 交通
- 西武バス・国際興業バス（石02ほか）土支田八幡バス停より徒歩5分
- 西武バス（泉33ほか）・東武バス（増32）南大和バス停より徒歩4分